# 西片上站

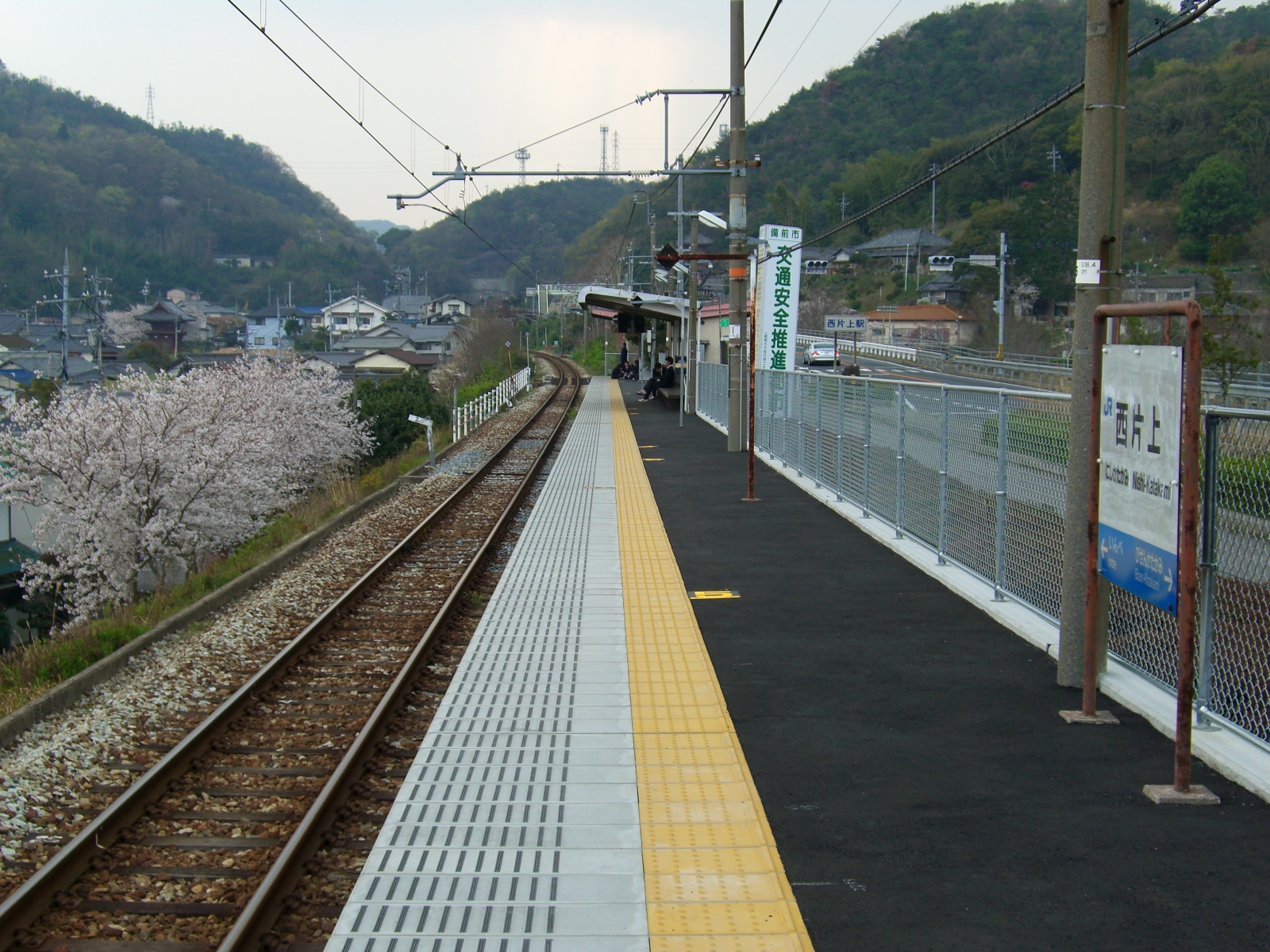
月台（望向岡山方向）

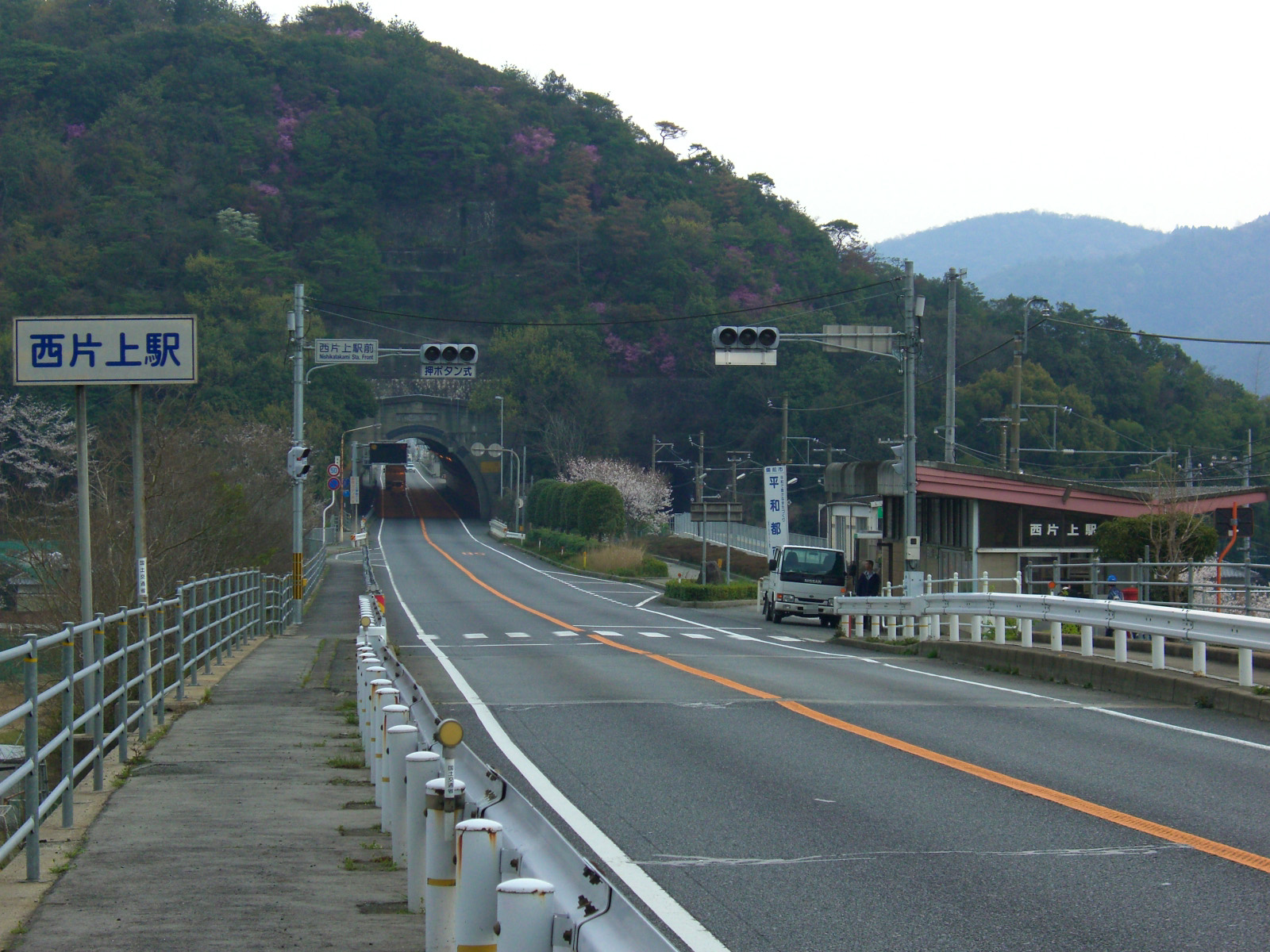
赤穗線與國道2號並行

西片上站（日语：／ Nishi-Katakami eki */?）是位於岡山縣備前市西片上，西日本旅客鐵道（JR西日本）赤穗線的車站。車站編號為「JR-N12」。

## 歷史
- 1963年（昭和38年）5月1日 - 赤穗線備前片上至伊部之間開設此旅客車站。
  - 當時車站地址為岡山縣和氣郡備前町（日语：備前町）西片上。
- 1971年（昭和46年）4月1日] - 隨著備前市（第一次）成立，車站地址為岡山縣備前市西片上。
- 1987年（昭和62年）4月1日 - 伴隨國鐵分割民營化，車站由西日本旅客鐵道（JR西日本）營運。
- 2005年（平成17年）3月22日 - 隨著備前市（第二次）成立，車站地址為岡山縣備前市西片上。
- 2018年（平成30年）9月15日 - 引入可支援ICOCA的IC卡專用閘機。此站可以使用ICOCA[1]。

## 車站構造
車站是一座建於路堤上的地面車站，設有1面1線的單式月台，岡山方向與播州赤穗方向的列車使用同一月台，岡山方向的列車會開啟右邊車門。車站建設在國道2號旁邊。
此站是由東岡山站管理的無人車站。車站可以使用ICOCA（以及互相使用的IC卡），設有IC卡讀卡機（出入閘）。車站內也設有自動售票機。在未設置自動售票機前，車站曾經為簡易委託車站。月台曾經進行提高高度工程。

## 使用狀況
以下為近年1日平均乘車人次列表：
| 乘車人次變化 | 乘車人次變化    |
| 年度         | 1日平均乘車人次 |
| ------------ | --------------- |
| 1999         | 409             |
| 2000         | 376             |
| 2001         | 387             |
| 2002         | 375             |
| 2003         | 445             |
| 2004         | 506             |
| 2005         | 541             |
| 2006         | 504             |
| 2007         | 500             |
| 2008         | 528             |
| 2009         | 507             |
| 2010         | 497             |
| 2011         | 473             |
| 2012         | 467             |
| 2013         | 499             |
| 2014         | 544             |
| 2015         | 571             |
| 2016         | 583             |
| 2017         | 587             |
| 2018         | 595             |

## 車站周邊
車站周邊為密集的住宅區。車站距離片上灣數百米外。此站距離前片上鐵道片上站約5分鐘步行距離。
- 備前市政廳
- 備前市民中心
- 備前郵局（日语：備前郵便局）
- 岡山縣立備前綠陽高等學校（日语：岡山県立備前緑陽高等学校）（前岡山縣立備前高等學校）
- 備前市立片上高等學校
- 備前市立片上小學
- 備前市立片上幼稚園
- 中國銀行片上分店
- 番茄銀行片上分店
- 備前日生信用金庫（日语：備前日生信用金庫）片上分店
- MaxValu（日语：マックスバリュ西日本）備前店
- Seria（日语：セリア (100円ショップ)）備前店
- EDION（日语：エディオン）備前店
- 47酒備前店
- GEO備前店
- FAN美術館（日语：FAN美術館）
- 國道2號
- 國道250號
- Alfa備前（日语：片上#アルファ備前）（前天滿屋Happy Town（日语：天満屋ストア））遺址
- 品川耐火材料（日语：品川リフラクトリーズ）岡山工廠
- 岡山陶瓷中心
- NTT（日语：西日本電信電話）備前營業所
- 真光寺（日语：真光寺 (備前市)）
- 正覺寺

## 相鄰車站
西日本旅客鐵道
 赤穗線
備前片上（JR-N13）－西片上（JR-N12）－伊部（JR-N11）

## 注腳
1. ↑  .   [2020-04-21]. （原始内容存档于2018-05-30）.
2. ↑  岡山縣統計年報

## 外部連結
- 西片上｜車站資訊：JR出門網 - 西日本旅客鐵道